# العاشق (فلم 1992)
العاشق هو فيلم دراما رومانسي من إنتاج كلود بيري وإخراج جان جاك أنو ومن بطولة جاين مارخ، توني ليانغ، أرنو جيوفانيتي وميلفيل بوبو، عرض الفيلم في فرنسا في 22 يناير 1992.

## روابط خارجية
- مقالات تستعمل روابط فنية بلا صلة مع ويكي بيانات